# مارتین سلیگمن
مارتین ای.پی. "مارتی" سلیگمن (به انگلیسی: Martin E. P. "Marty" Seligman) (متولد ۱۲ اوت ۱۹۴۲) روانشناس آمریکایی، استاد دانشگاه و نویسنده کتاب‌های خودیاری است. نظریه او با نام درماندگی آموخته‌شده به‌طور گسترده‌ای میان دانشمندان و روانشناسان مطرح است.

## روان‌شناسی مثبت
این زمینه خاص از روان‌شناسی بر موفقیت انسان تمرکز دارد. در حالی که بسیاری دیگر از شاخه‌های روان‌شناسی بر رفتارهای نابهنجار و دارای اختلال تمرکز می‌نمایند، روان‌شناسی مثبت تمرکزش بر کمک به افراد برای شاد شدن و ارضاء بیشتر است. روان‌شناسان این مکتب، در مقابل DSM که نظام طبقه‌بندی اختلالات روان‌شناختی بیماران است، یک نظام طبقه‌بندی به نام CSV را به وجود آورده‌اند که توانایی‌های آدم‌ها را گروه‌بندی می‌کند.
روان شناسان مثبت گرا ۶ گروه از توانایی‌های آدمی را در این نظام، مشخص کرده‌اند:
- ۱ ـ خرد و دانایی: شامل خلاقیت، کنجکاوی، باز و پذیرا بودن در مقابل تجارب جدید، عشق به یادگیری و وسعت نظر
- ۲ ـ شجاعت: شامل خودباوری، پایداری، کمال و سر زندگی
- ۳ ـ تنوع‌دوستی: شامل عشق، مهربانی و هوش اجتماعی
- ۴ ـ عدالت‌جویی: شامل رعایت حقوق شهروندی، بی‌طرفی و رهبری
- ۵ - اعتدال: شامل بخشش و دلسوزی، فروتنی و آزرم، احتیاط و نظم بخشیدن به عملکرد خود
- ۶ ـ تعالی: شاملِ دانستن ارزش زیبایی‌ها و شگفتی‌ها، قدرشناسی، امیدواری، شوخ‌طبعی و معنویت[۱]